# Alvis Salamander

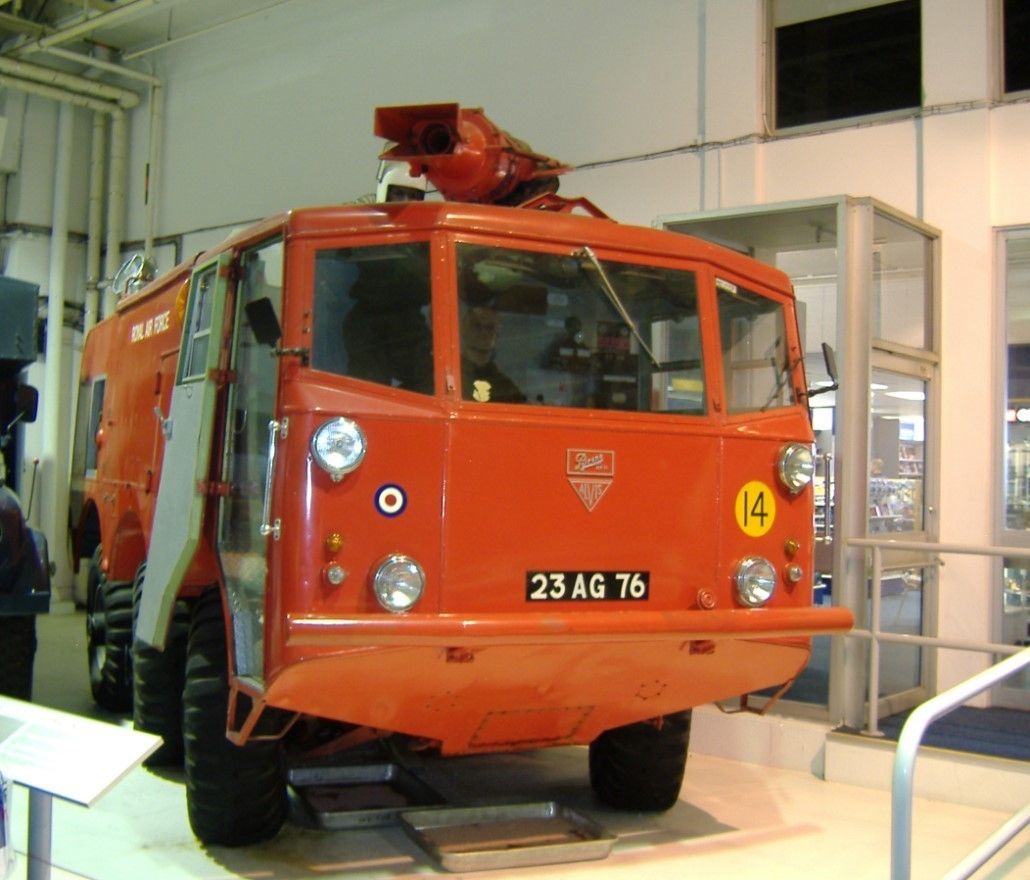
Alvis Salamander crashtender

De Alvis Salamander is een brandweerwagen voor gebruik op vliegvelden. Met de aandrijving op alle wielen (6 x 6) is deze ook geschikt voor gebruik in het terrein.

## Beschrijving
De brandweerwagen werd in 1956 ontwikkeld op basis van een voertuigplatform wat speciaal voor militaire doeleinden was ontwikkeld. Hetzelfde chassis werd ook gebruik voor de Alvis Saladin, een lichte pantserwagen, de Alvis Saracen, een gepantserd voertuig voor het vervoer van militairen en de Alvis Stalwart,  een militair amfibisch vrachtvoertuig. De voertuigen werden gemaakt door Alvis in Coventry.
De crashtender had zes wielen die allen werden aangedreven. De voor- en middelste wielen waren stuurbaar. De eerste versie kreeg een Rolls-Royce B81 achtcilinder benzinemotor met een vermogen van 240 pk. Later werd ook een vergelijkbare dieselmotor van 238 pk gebruikt. De motor was geheel achterin geplaatst. De maximumsnelheid lag rond de 80 km/h.
De drukcabine bood plaats voor zes brandweermannen waarbij de bestuurder in het midden van en voor in de cabine plaats nam. Het totaalgewicht van het voertuig was zo’n 13,7 ton. Op de bestuurderscabine was een schuimspuit geplaatst en direct achter de bestuurderscabine zaten twee tanks, een met een inhoud van 3200 liter water en een tweede tank met 500 liter brandblusschuim. Per minuut kon zo’n 35.000 liter (7500 gallons) schuim worden geproduceerd. In het achterste deel was ruimte voor het overige brandweerapparatuur. Het chassis was van Alvis en al het brandweermaterieel werd geleverd door de Pyrene Company Limited. Het voertuig wordt ook wel de Pyrene Mark 6 genoemd.

## Gebruik
In totaal zijn 125 Salamanders gebouwd. Ze werden vooral gebruikt door de Royal Air Force en door de Canadese luchtmacht. Vanaf de 70'er jaren zijn de voertuigen vervangen door de Thornycroft Nubian Pyrene Mark 7.